# Euthalia karina
Euthalia karina är en fjärilsart som beskrevs av Kalis 1933. Euthalia karina ingår i släktet Euthalia och familjen praktfjärilar. Inga underarter finns listade i Catalogue of Life.